# Morten
Morten er et drengenavn, der er en dansk udvikling af Martin. Navnet er ret almindeligt på dansk med 34.657 personer med navnet i 2008 ifølge Danmarks Statistik. Varianter af navnet omfatter Morthen, Mortan og Mårten.

## Kendte personer med navnet
- Sankt Morten, også kaldet Morten Bisp, katolsk helgen.
- Morten Andersen, dansk kicker i amerikansk fodbold.
- Morten Arnfred, dansk filminstruktør.
- Morten Breum, dansk dj og producer.
- Morten Bruun, dansk fodboldspiller og tv-kommentator.
- Morten Børup, dansk rektor og kantor.
- Morten Stig Christensen, dansk håndboldspiller, tv-vært og tv-chef.
- Morten Fillipsen, dansk sanger.
- Morten Frendrup, dansk fodboldspiller
- Morten Frost, dansk badmintonspiller og -træner.
- Morten Grunwald, dansk skuespiller og teaterdirektør.
- Morten Hjulmand, dansk fodboldspiller
- Morten Homann, dansk politiker.
- Morten Korch, dansk forfatter.
- Morten Lange, dansk botaniker og politiker.
- Morten Løkkegaard, dansk journalist og tv-vært.
- Morten Messerschmidt, dansk politiker.
- Morten Olsen, dansk fodboldspiller og -landstræner.
- Morten Helveg Petersen, dansk politiker.
- Morten Nielsen, dansk forfatter og frihedskæmper.
- Morten Nielsen, dansk fodboldspiller.
- Morten Rune Nielsen (født 1973) - dansk rugbyspiller.
- Morten Ramsland, dansk forfatter.
- Morten Rasmussen, dansk fodboldspiller.
- Morten "Duncan" Rasmussen, dansk fodboldspiller
- Morten Remar, dansk sanger.
- Morten Skoubo, dansk fodboldspiller.
- Morten Wieghorst, dansk fodboldspiller.
- Morten Østergaard, dansk politiker.

## Navnet anvendt i fiktion
- Morten Post er en af de centrale figurer i tv-julekalenderen Vinterbyøster fra 1973.
- Morten Nedergaard er en af de centrale figurer i voksen-julekalenderen Yallahrup Færgeby fra 2007.
- Morten Schwartzkopf er en figur i romanen Huset Buddenbrook af Thomas Mann.

## Andre anvendelser
- Mortensaften er opkaldt efter Sankt Morten.
- Morten bruges bredt som navn for harer (Morten Hare) og i mindre grad som navn for ræve (Morten Ræv).
- Mårdøn Smet er kunstnernavn for tegneren med det borgerlige navn Morten Schmidt.